# حقوق زنان در فیلیپین

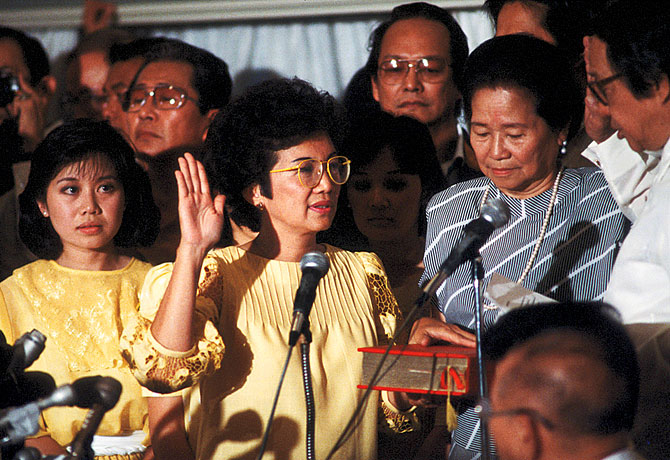
کورازون آکینو اولین رئیس‌جمهور زن فیلیپین در سال ۱۹۸۶.

حقوق زنان در فیلیپین (انگلیسی: Women's rights in Philippines) در مقایسه با بسیاری از کشورها نسبتاً توسعه یافته‌است. در طول سدهای گذشته، تحولات قابل توجهی رخ داده‌است که منجر به تأیید و حمایت بیشتر از این حقوق شده‌است. پیشرفت به سوی برابری جنسیتی از طریق جنبش‌های زنان، افزایش تعداد نمایندگان سیاسی زن، افزایش تعداد زنان تحصیل‌کرده، ویژگی‌های بیشتر در مورد مسائل مربوط به زنان که بر اساس قوانین وضع شده‌است، و اعمال متمرکز آن قوانین حاصل شد. در سال‌های اخیر، دولت فیلیپین به حقوق زنان تحت طرح‌های قانونی متعددی از جمله تبعیض در محل کار، خشونت خانگی، آزار و اذیت جنسی و قاچاق انسان پرداخته‌است.
فیلیپین یکی از کمترین میزان نابرابری جنسیتی را در جهان دارد. در شاخص جهانی شکاف جنسیتی در سال ۲۰۱۷، فیلیپین در بین ۱۴۵ کشور در رتبه دهم برابری جنسیتی قرار گرفت. فیلیپین بالاتر از هر کشور آسیا-اقیانوسیه به جز نیوزیلند قرار دارد. این نقش‌ها بین موقعیت سنتی مادر، مراقبت از فرزندان و خانواده تا موقعیت‌هایی در عرصه سیاسی متغیر است.
علیرغم پیشرفت‌ها و دستاوردهای بزرگی که فیلیپین تاکنون در زمینه حقوق زنان به دست آورده‌است، این کشور همچنان به توسعه بیشتر نیاز دارد. بین زنانی که از نظر سیاسی، تحصیلی و مالی سرآمد بوده‌اند، در مقایسه با زنانی که مورد آزار خانگی قرار می‌گیرند، از نظر مالی ناپایدار هستند و از طریق فحشا و کار مهاجرتی مورد استثمار قرار می‌گیرند، اختلاف وجود دارد.

## جنبش حق رای

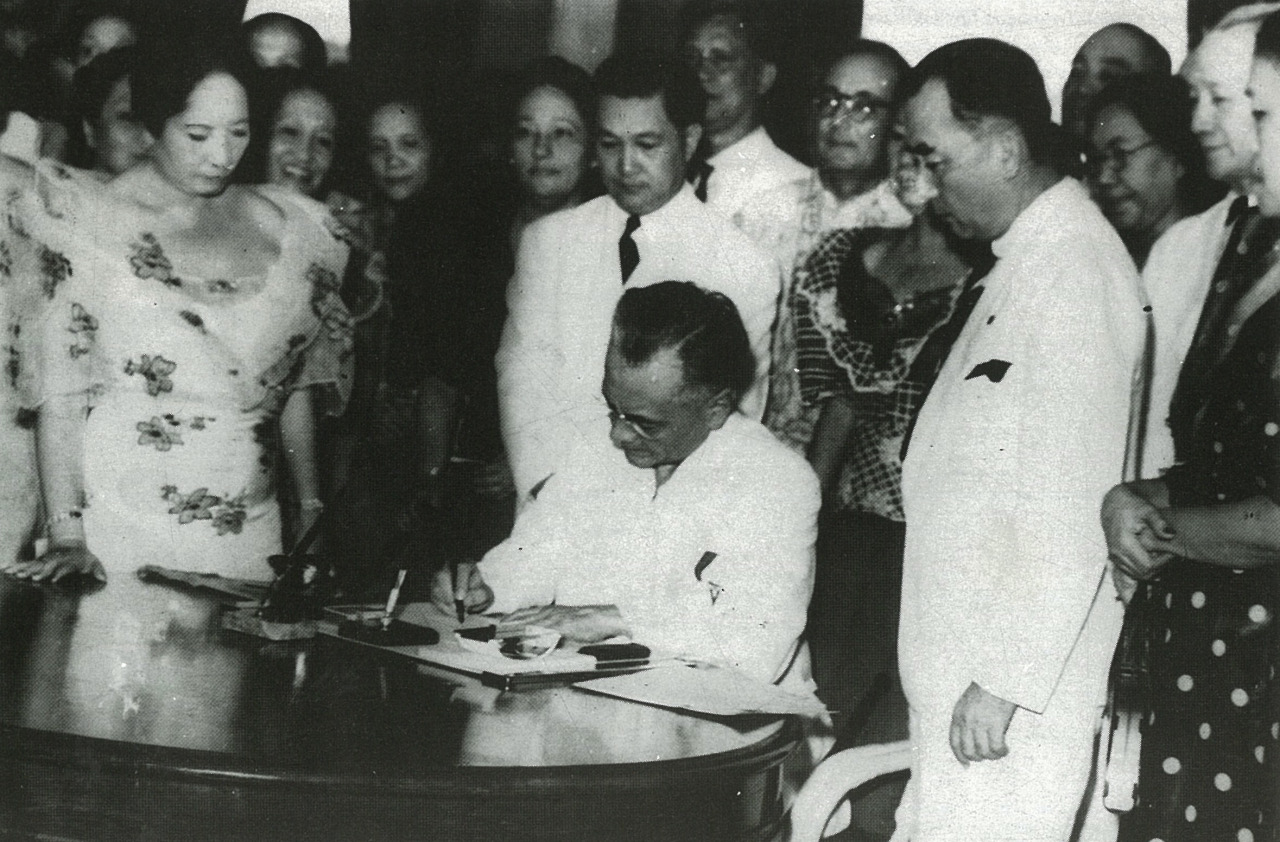
رئیس‌جمهور مانوئل ال. کوئزون لایحه حق رای زنان را پس از همه‌پرسی ۱۹۳۷ امضا کرد.

جنبش حق رای زنان در فیلیپین یکی از اولین رویدادهای مهمی بود که در آن زنان از نظر سیاسی دور هم جمع شدند. همچنین یکی از اولین جنبش‌های حقوق زنان بود و تلاش کرد تا حق رای و نامزدی زنان را به دست آورد. بسیاری از مردان فیلیپینی با این ایده مخالف بودند و به این دیدگاه سنتی که وظیفه زنان آشپزی، نظافت و تربیت فرزند در خانه است، پایبند بودند. مردان با این دیدگاه در درجه اول نگران این بودند که اگر زنان رسماً از نقش مرسوم خود خارج شوند، پویایی خانوادگی بی‌ثبات می‌شود.
با این حال، همه مردان فیلیپینی مخالف این جنبش نبودند. نماینده کنگره فایلمون سوتو از سبو اولین لایحه حق رای زنان را در مجمع فیلیپین در سال ۱۹۰۷ ارائه کرد. از آنجا به بعد، لوایح مختلف حق رأی توسط تعدادی از مردان برجسته جامعه حمایت می‌شد، از جمله می‌توان به ملسیو سورینو از نگروس باختری در سال ۱۹۱۲، ماریانو کوئنکو از سبو در سال ۱۹۱۶، و مونتاژکاران مختلف از بولاکان، لاگونا و توماس لونا در سال ۱۹۱۸ اشاره کرد.
هیچ‌یک از این لوایح موفق نشدند. تا سال ۱۹۳۶ که شرایط برای حق رای زنان تغییر کرد. انجمن شهروندی زنان در سال ۱۹۲۸ توسط باشگاه زنان مانیل به رهبری ماریا ونتورا تأسیس شد که هدف اصلی آن در ابتدا حمایت از آرمان حق رای زنان بود.
رئیس‌جمهور مانوئل ال. کوئزون در یک سخنرانی در کاخ مالاکانانگ در مانیل در ۳۰ سپتامبر ۱۹۳۶، حمایت خود را نسبت به جنبش حق رأی اعلام کرد رئیس‌جمهور کیزون، با امضای لایحه همه‌پرسی حق رأی زنان، اعلام کرد که «... قرار نیست به عنوان برده با آنها رفتار شود، حق رأی دادن به زنان فیلیپینی ضروری و حتی ضروری است» و برای زنان، این امر ضروری است. بر اساس قانون اساسی فیلیپین در سال ۱۹۳۴، ماده ۵ مقرر می‌داشت که زنان باید حق رأی را به دست آورند، مشروط بر اینکه ۳۰۰۰۰۰ زن در رأی‌گیری آن را را تأیید کنند.

## تحصیلات
جامعه در فیلیپین برای آموزش به ویژه برای فرزندانشان بسیار ارزش قائل است. به نظر می‌رسد که آموزش وسیله ای است که به وسیله آن می‌توان از فقر شخصی و خانوادگی جلوگیری کرد - که امکان زندگی موفق تر را فراهم می‌کند. بر اساس سرشماری جمعیت و مسکن فیلیپین در سال ۲۰۱۳، نرخ باسوادی این کشور ۹۶٫۵ درصد ثبت شده‌است. همچنین مشخص شد که نرخ باسوادی برای زنان ۹۷ درصد و مردان ۹۶٫۱۰ درصد بوده‌است.
شکاف سابق بین سواد آموزی مرد و زن و فارغ التحصیلان دوره عالی دیگر وجود ندارد. دسترسی و دستیابی به تحصیلات نقش مهمی در رفاه عمومی و استاندارد زندگی نه تنها برای همه زنان، بلکه همه مردم در سرتاسر فیلیپین داشته‌است. نرخ مشارکت آموزش عالی در فیلیپین در میان بالاترین نرخ‌ها در جهان است. در زمینه‌هایی مانند مهندسی، فناوری، دین، حقوق، تجارت و کشاورزی، فارغ التحصیلان عمدتاً مرد هستند. امید است بتوان با تغییر در برنامه درسی مدارس، کلاس‌های آموزشی مبتنی بر حذف کلیشه‌های جنسیتی و افزایش آگاهی عمومی نسبت به مسائل جنسی، به این امر پرداخت.

## مشارکت سیاسی
زنان فیلیپینی به‌طور فزاینده ای درگیر سیاست در سطح محلی و ملی شده‌اند. پژوهشگران بر این باروند که ظهور رهبران زن را می‌توان تا حد زیادی به پیوند خانوادگی و حمایت کلیسای کاتولیک از زنان نسبت داد. زنان آمده‌اند تا پست‌های گسترده‌ای مانند اعضای سنا، اعضای کنگره، سناتورها، فرمانداران، شهرداران و قضات را داشته باشند. بزرگ‌ترین نمونه از مشارکت زنان فیلیپینی در سیاست، مناسبت‌های ریاست جمهوری زنان است. چندین زن در گذشته کاندیدای ریاست جمهوری شده‌اند، اما از سال ۱۹۸۶ تنها دو رئیس‌جمهور زن بوده‌اند.